# Jinggangshan
Jinggangshan är en stad på häradsnivå i som lyder under Ji'ans stad på prefekturnivå Jiangxi-provinsen i sydöstra Kina. Den ligger omkring 260 kilometer sydväst om provinshuvudstaden Nanchang. År 2000 inlemmades det tidigare häradet Ninggang (Ningang Xian) i Jinggangshan.
Staden har fått sitt namn från Jinggangbergen, dit Mao Zedong, Zhou Enlai, Zhu De och andra kommunistledare flydde efter en serie misslyckade uppror i Hunan och Jiangxi hösten 1927.